# Abdoul Razak Issoufou
Abdoul Razak Issoufou Alfaga (ur. 26 grudnia 1994 w Niamey) – nigerski zawodnik taekwondo, wicemistrz olimpijski z Rio de Janeiro i uczestnik letnich igrzysk w Tokio, mistrz świata z 2017, trzykrotny mistrz Afryki.

## Przebieg kariery
Zadebiutował w 2013 roku, startując na rozgrywanych w Puebli mistrzostwach świata. Odpadł wówczas w 1/32 finału, przegrywając pojedynek z reprezentantem Włoch Leonardo Basile. W tej samej fazie zakończył również występ na mistrzostwach świata w 2015 roku.
Wystąpił na igrzyskach olimpijskich w Rio de Janeiro. Wywalczył srebrny medal olimpijski, w finale wynikiem 2:6 przegrał pojedynek z reprezentantem Azerbejdżanu Radikiem Isajewem. Był to zarazem drugi medal wywalczony przez reprezentanta Nigru w historii występów tego kraju na letnich igrzyskach olimpijskich. Był również chorążym reprezentacji Nigru na ceremonii zarówno otwarcia, jak i zamknięcia igrzysk olimpijskich.
W 2017 został mistrzem świata, pokonując w finale Brytyjczyka Mahamę Cho. Cztery lata później ponownie wziął udział w igrzyskach olimpijskich, tym razem starty zakończył na etapie 1/16 finału, przegrywając rezultatem 9:15 walkę z Seydou Gbané, jak również po raz drugi został chorążym reprezentacji swego kraju na ceremonii otwarcia igrzysk.
W swej karierze zdobywał także medale mistrzostw Afryki (2014, 2018, 2021) oraz igrzysk afrykańskich (2015, 2019).